# Vasil Kiš
Vasil Kiš (17. listopadu 1920 Poroškovo, Podkarpatská Rus – 24. listopadu 1986 Teplice, ČSSR) byl velitelem paravýsadku Jan Kozina a spoluzakladatelem i velitelem Partyzánského oddílu Ludvíka Svobody, který koncem druhé světové války operoval na území protektorátu v oblasti Chrudimska.

## Stručný životopis
Gymnazijní studia Vasila Kiše v Užhorodu přerušila druhá světová válka a okupace Podkarpatské Rusi maďarským vojskem (březen 1939). Před nuceným vstupem do maďarské armády zvolil Kiš (v červenci 1940) ilegální přechod hranic do Sovětského svazu. Při přechodu hranic byl na sovětské straně zadržen a následně odsouzen ke třem letům nucených prací v nápravném táboře. V lednu 1943 byl spolu s dalšími čtyřmi sty spoluvězni odsunut do Buzuluku, kde byl nejprve zařazen do poddůstojnické a potom důstojnické školy. Později také absolvoval výsadkářský výcvik, po kterém vykonával velitelské funkce u armádního sboru. V červnu roku 1944 byl převelen na partyzánské učiliště, v září 1944 povýšen na poručíka a krátce poté (v říjnu 1944) byl Vasil Kiš jmenován velitelem partyzánského oddílu Jana Koziny. V noci z 16. října 1944 na 17. října 1944 byl spolu s dalšími šestnácti parašutisty vysazen na území protektorátu Čechy a Morava. Po seskoku a boji s nacistickými jednotkami, ve kterém několik členů výsadku zahynulo (a několik jich bylo postupně zatčeno německými bezpečnostními složkami) se zbytek skupiny pod Kišovým velením přesunul do oblasti Brd a odtud postupně na Českomoravskou vysočinu, kde navázali spojení se členy partyzánského oddílu Mistr Jan Hus. Po neshodách a rozepřích způsobených zákulisními intrikami se Vasil Kiš přesunul do Železných hor. Tady se spojil s místními odbojáři a založil partyzánský oddíl Ludvíka Svobody. Ten působil až do konce druhé světové války v okolí Chrudimi. Po skončení druhé světové války působil Vasil Kiš krátce v armádě, ale v roce 1946 z armády odešel a přibližně až do roku 1950 pracoval v různých technických a vedoucích pozicích v potravinářských firmách zabývajících se výrobou a distribucí alkoholu. Před koncem roku 1950 byl zatčen StB, obviněn a ve vykonstruovaném procesu odsouzen a až do května roku 1953 vězněn. Po propuštění pracoval až do roku 1961 v nejrůznějších vedoucích funkcích firem, které souvisely s potravinářskými provozy. V letech 1961 až 1976 (kdy odešel do starobního důchodu) pak zastával Vasil Kiš různé referentské funkce v Keramických závodech Teplice II. Po Sametové revoluci byl plně rehabilitován a in memoriam povýšen do plukovnické hodnosti.

## Podrobný životopis

### Studia a začátek vojenské kariéry
Vasil Kiš v Užhorodu absolvoval tři roky měšťanské školy a následně šest tříd gymnázia. Po okupaci Podkarpatské Rusi maďarským vojskem (18. března 1939) byl Vasil Kiš vyloučen ze studií, musel odejít ze školy a byl sledován policií. Byl totálně nasazen jako lesní dělník a později jako praktikant u lesní správy v Turje Poljane. Neuposlechl výzvy ke vstupu do maďarské armády a hrozilo mu zatčení. Situaci hodlal vyřešit (spolu s několika svými přáteli) útěkem do Sovětského svazu (SSSR). Při nedovoleném přechodu hranic (25. července 1940) byla celá skupina zatčena pohraničníky. Vasil Kiš a jeho přátelé byli po zadržení deportováni nejprve do města Stryje. Odtud byli (po výsleších) převezeni do vězení na jihu Ukrajiny. 
V lednu 1941 byli všichni zadržení odsouzeni (za překročení státní hranice) ke třem rokům těžkých prací v nápravném pracovním táboře. Trest nastoupil Vasil Kiš v pracovním táboře ve Sverdlovské oblasti na Sibiři. 
K československé jednotce do Buzuluku byl Vasil Kiš (spolu s dalšími čtyřmi sty spoluvězni) odeslán dne 12. ledna 1943 a zde byl zakrátko (2. února 1943) odveden a přidělen k výcvikové rotě 1. československého samostatného praporu v SSSR v Novochopersku. Po třech měsících převeleli Vasila Kiše do školy pro velitele čety a návazně pak do školy pro důstojníky pěchoty. Současně se studiem absolvoval i speciální kursy. V hodnosti desátníka byl 3. července 1943 odvelen ke 2. praporu 1. československé samostatné brigády v SSSR. V hodnosti podporučíka pěchoty byl 1. června 1944 přeřazen k rotě Zvláštního určení. Tady působil nejprve jako posluchač a později již jako instruktor UŠPH (Ústřední štáb partyzánského hnutí nebo též někde Ukrajinský štáb partyzánského hnutí) v Kyjevě. Zde byl povýšen do hodnosti poručíka.

### Výsadek JAN KOZINA

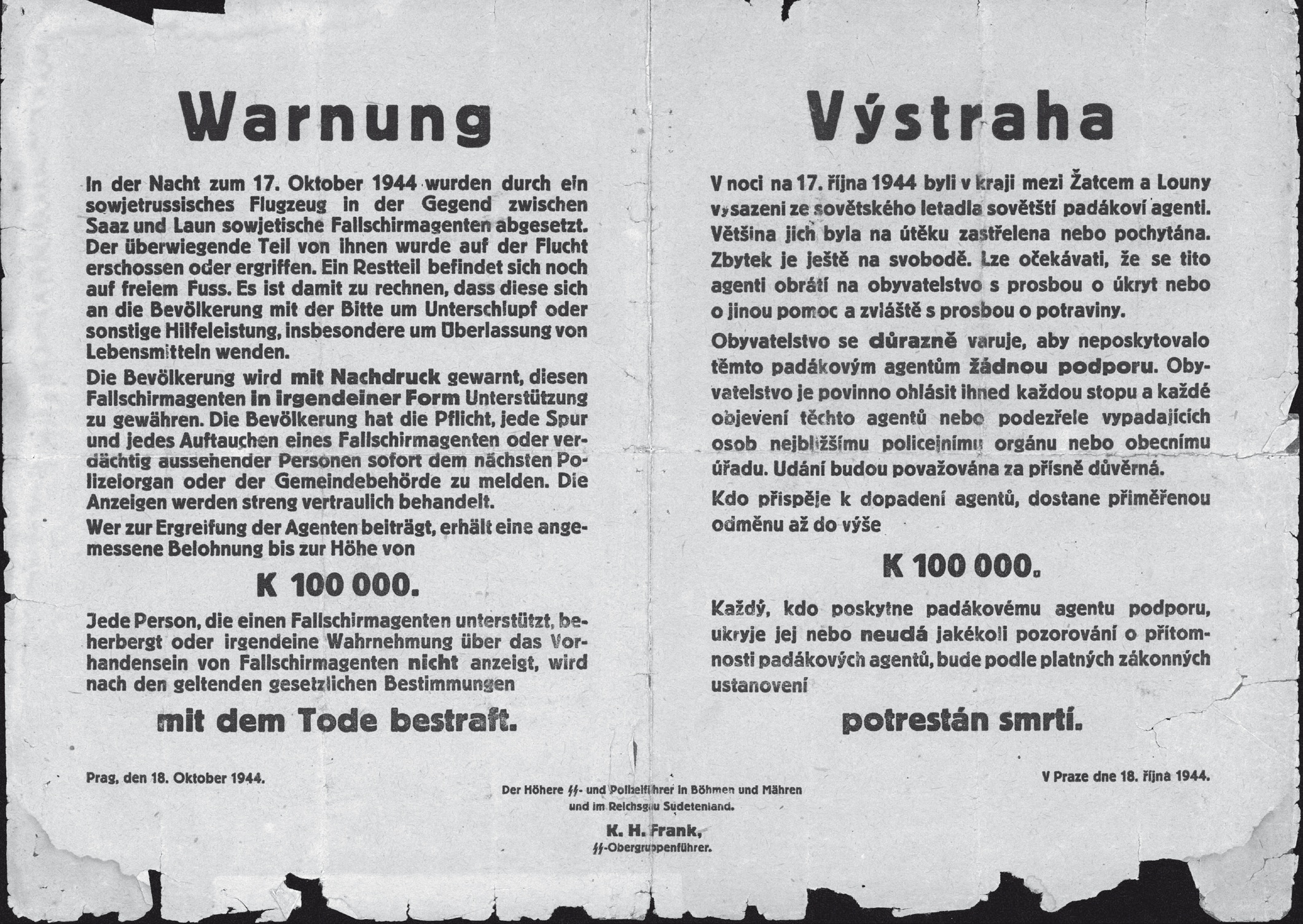
Výstraha vydaná protektorátními úřady po seskoku skupiny Vasila Kiše v říjnu roku 1944

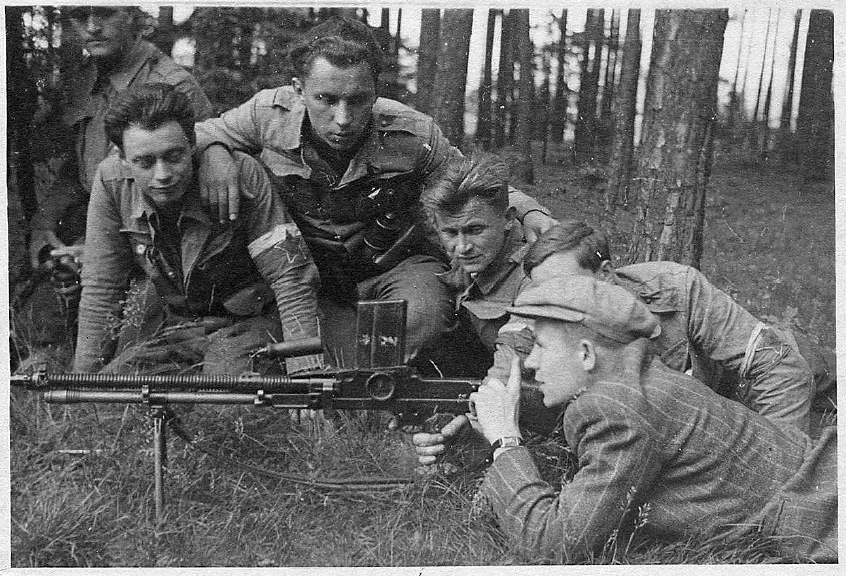
Výcvik s kulometem, v pruhovaném saku je Vasil Kiš

Velitelem sedmnáctičlenného para-výsadku JAN KOZINA byl Vasil Kiš jmenován v říjnu 1944. Mise byla zahájena 16. října 1944. Výsadkový letoun byl nad územím protektorátu napaden německou protileteckou obranou a odchýlil se od stanoveného kurzu na Plzeňsko.

#### První skupina
První skupina parašutistů (velitel poručík Vasil Kiš; náčelník štábu major Grigorij Melnik; náčelník pro diverzi A. M. Petrosjan; velitel bojové skupiny Pavel Morjakov; náčelník průzkumu Dmitrij Mališev a spojka Michal Turis) dopadla v prostoru obcí Tuchořice a Lipno. Krátce po dopadu (když se shromáždili) byli obklíčeni příslušníky německého bezpečnostního aparátu. Po těžké přestřelce se výsadkářům podařilo (17. října 1944) prorazit z obklíčení a uniknout pronásledování. Směrem na Filipovu Huť a pochodem přes křivoklátské lesy dorazili do obce Drozdov. Zde se jim dostalo pomoci a po odpočinku skupina postupovala směrem na Moravu. Vasil Kiš se obával, že cílový prostor působení skupiny gestapo zná. Postupovali vpřed pouze v noci a vyhýbali se frekventovaným místům. V prostoru Benešovska a Neveklovska se přesunovali výcvikovým prostorem wehrmachtu a SS. Dne 8. listopadu 1944 dosáhli prostoru Dolních Kralovic. Tady se kontaktovali s místní odbojovou skupinou, která jim zajistila úkryt v lese, jídlo a ošacení. Odtud výsadkáři dále postupovali směrem na Uhelnou Příbram. Tady získali informaci o sovětském výsadku u Čáslavi. V prostoru Železných hor se Vasil Kiš setkal s politickým komisařem partyzánské brigády Mistra Jana Husa – ortodoxním komunistou Miroslavem Pichem-Tůmou. Nabídku spojení s partyzány parašutisté odmítli, protože Vasil Kiš pojal k Miroslavu Pichu-Tůmovi osobní averzi. Kišova skupina tak vyhledala raději kontakt na odbojovou skupinu z Chrudimska.
Společně s chrudimskými odbojáři na podzim roku 1944 spoluorganizoval Vasil Kiš partyzánský oddíl, později pojmenovaný partyzánský pluk Ludvíka Svobody . Tento oddíl působil v oblasti Chrudim – Nasavrky – Luže – Přelouč a částečně zasahovaly jeho aktivity i na Pardubicko.
Náčelník štábu major Grigorij Melnik se stal velitelem partyzánského oddílu M. Jan Hus. (Posléze založil další partyzánský oddíl s názvem Jana Koziny.) V závěru druhé světové války oba tyto partyzánské oddíly měly kolem 400 příslušníků a prováděly i významnější bojové a sabotážní akce.

#### Druhá skupina
Druhá skupina doskočila poblíž Loun (u Mělců na Lounsku) a byla po dopadu napadena nacisty. Během přestřelky padli:
- lékař Nikita Kuzmič Kosinkov;
- pomocnice štábu Věra Stěpanovna Morhunovová a
- poručík Arkadyj Ivanovyč Jastremskyj.

Ostatní parašutisté: radistka A. N. Pančenková; radista V. Šamajev a další členové bojové skupiny: Michal Galanda; Peter Tunder; Juraj Hušťák a Jozef Balaščík byli zajati. Pouze Ján Palo a politický komisař Ján Kopčák se prostříleli a skrývali se do jara 1945, kdy se poté spojili se sovětským zpravodajským výsadkem.

Památníky na parašutisty druhé skupiny desantu JAN KOZINA
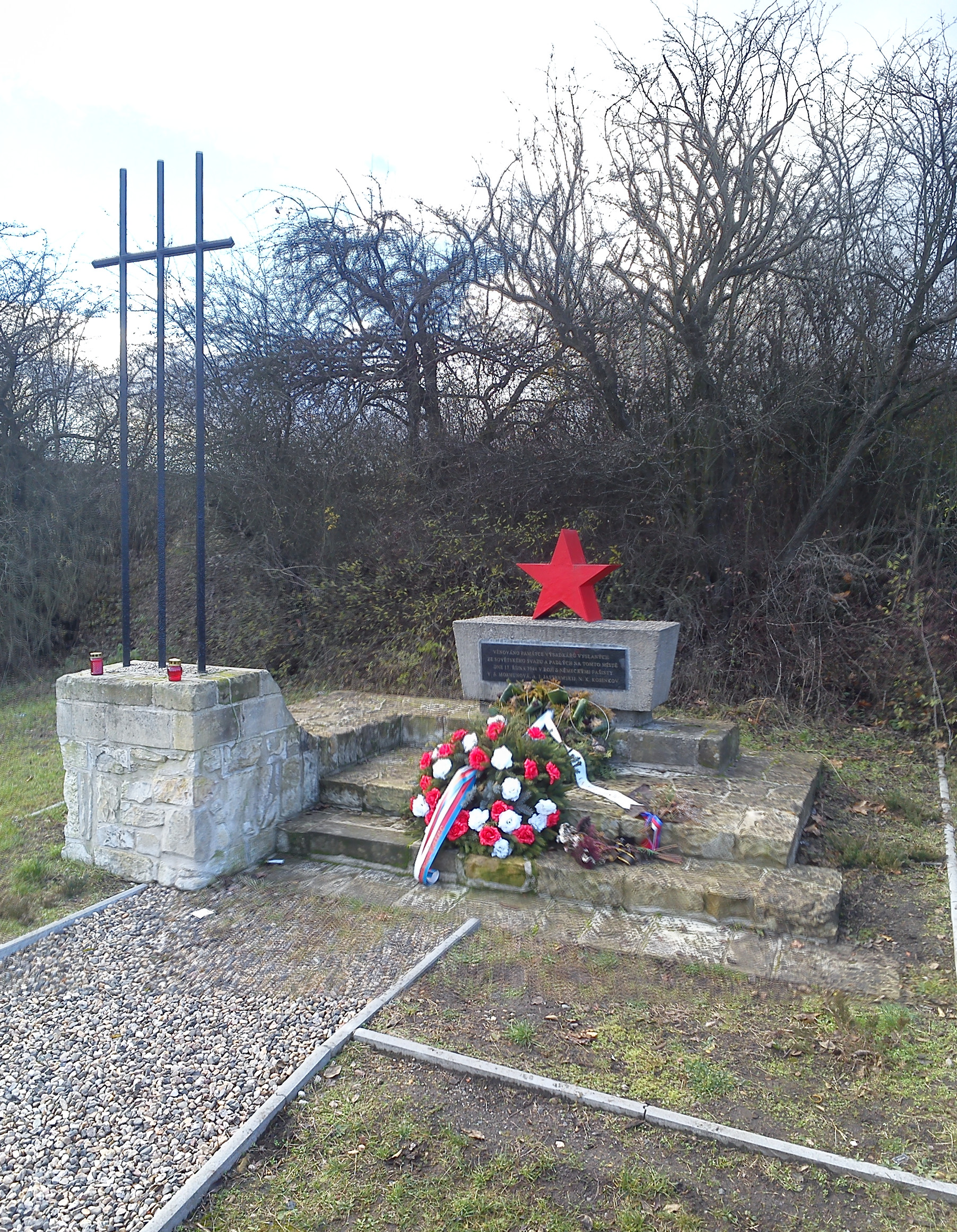
Barešův památník padlým partyzánům na Mělcích v místě bojů
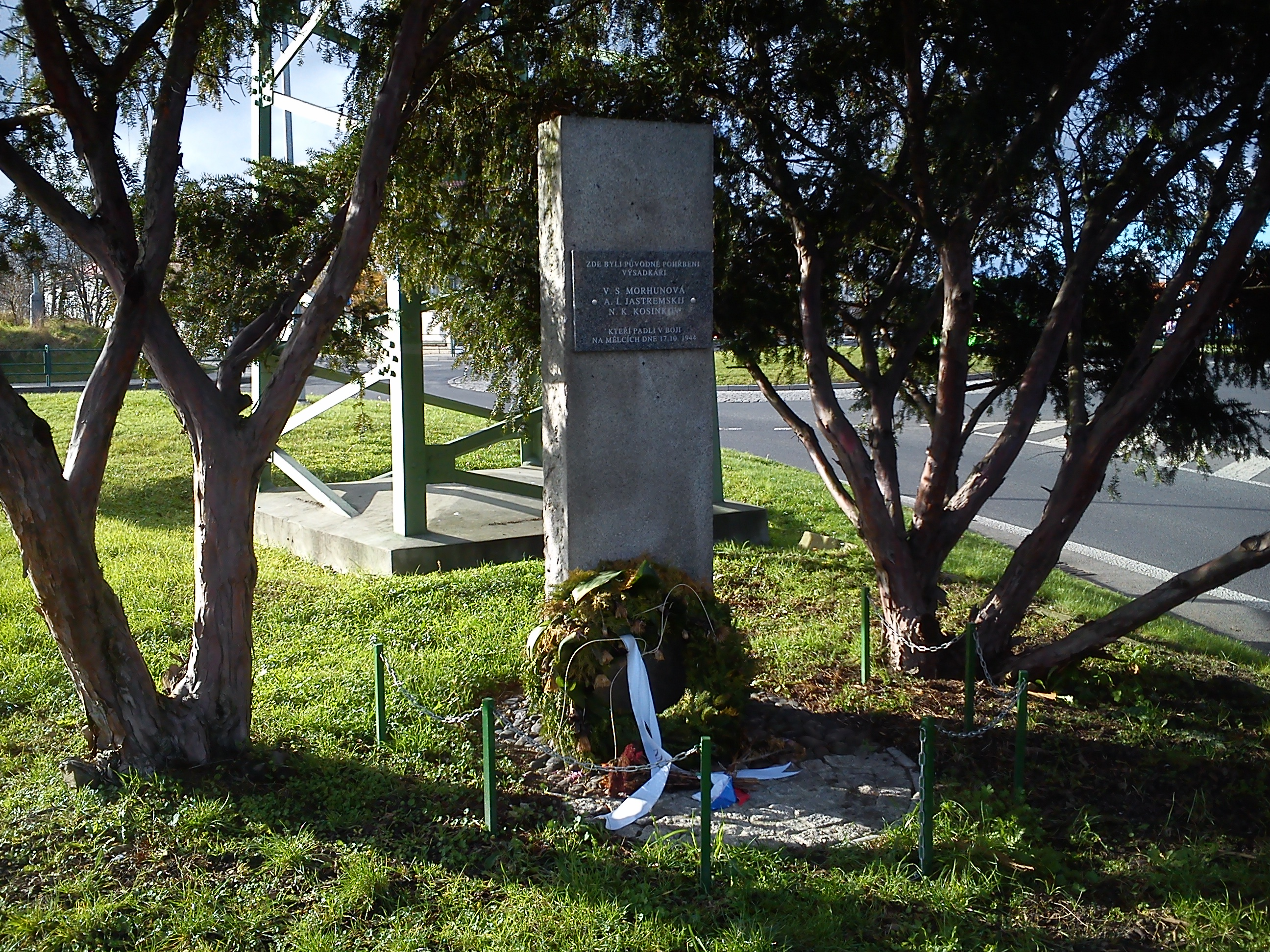
Mirvaldův památník padlým partyzánům v Lounech v místě prvního uložení těl parašutistů

### Po druhé světové válce

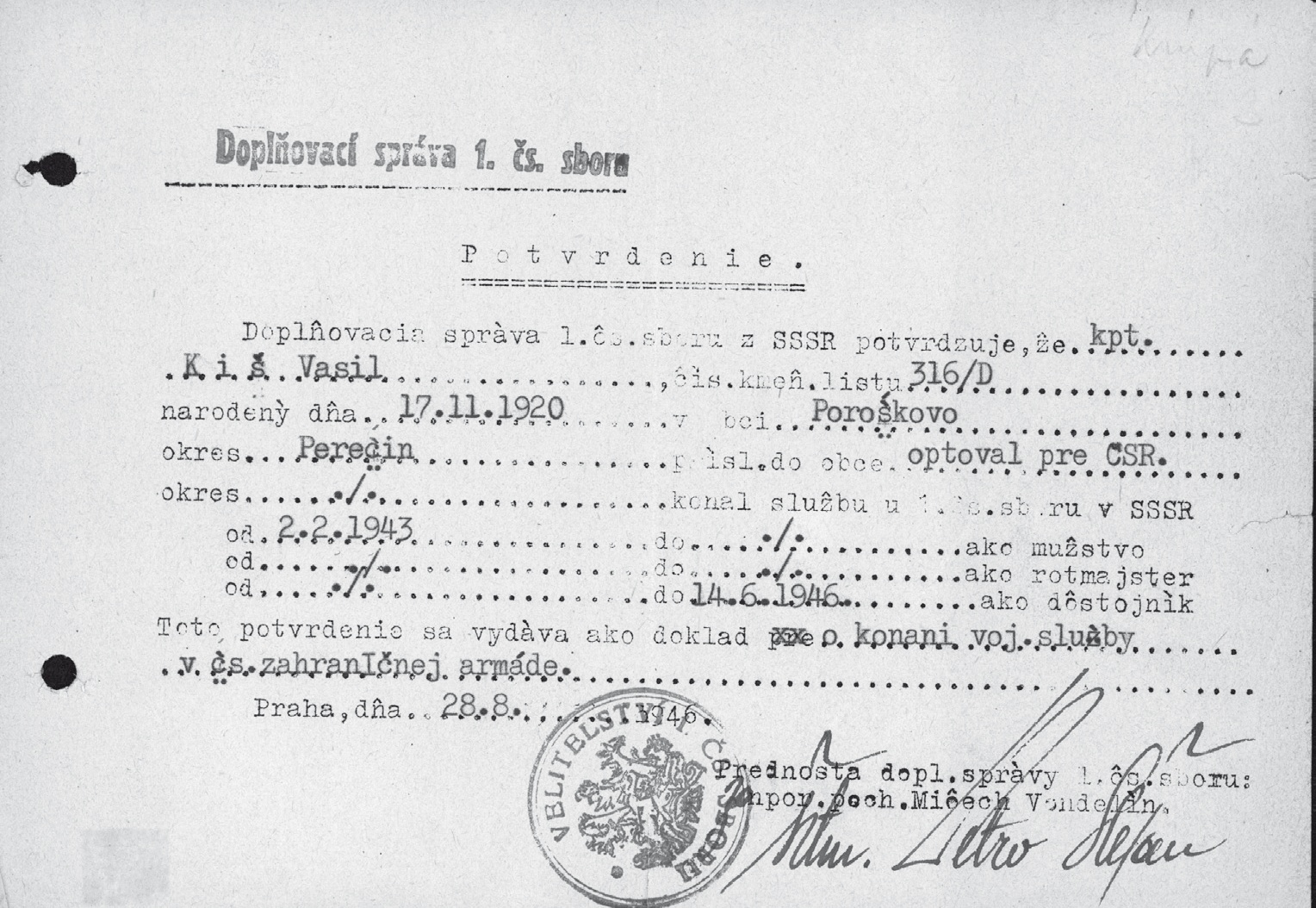
Potvrzení o službě v zahraniční armádě vydané pro Vasila Kiše roku 1946

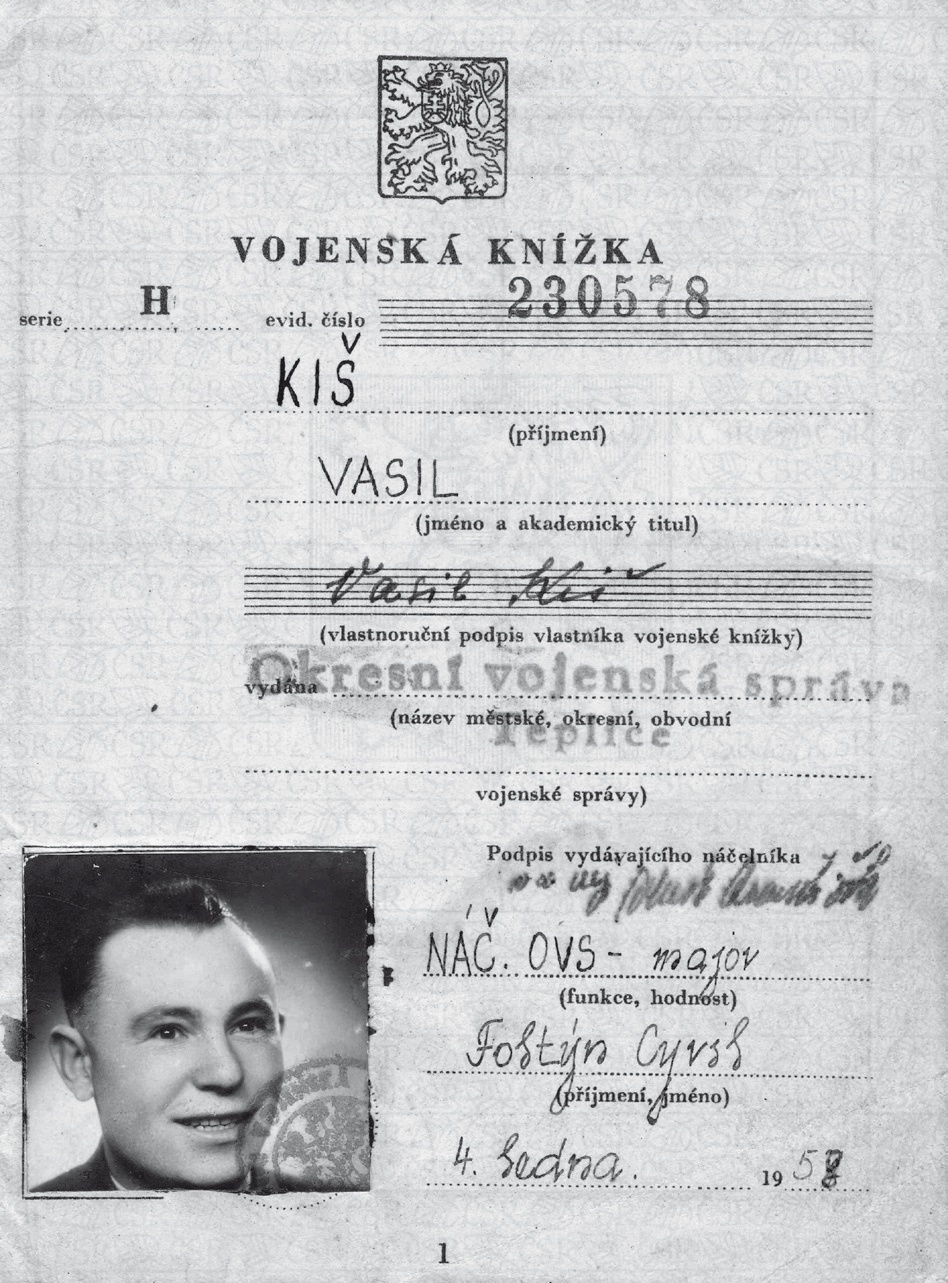
Kopie první strany vojenské knížky Vasila Kiše

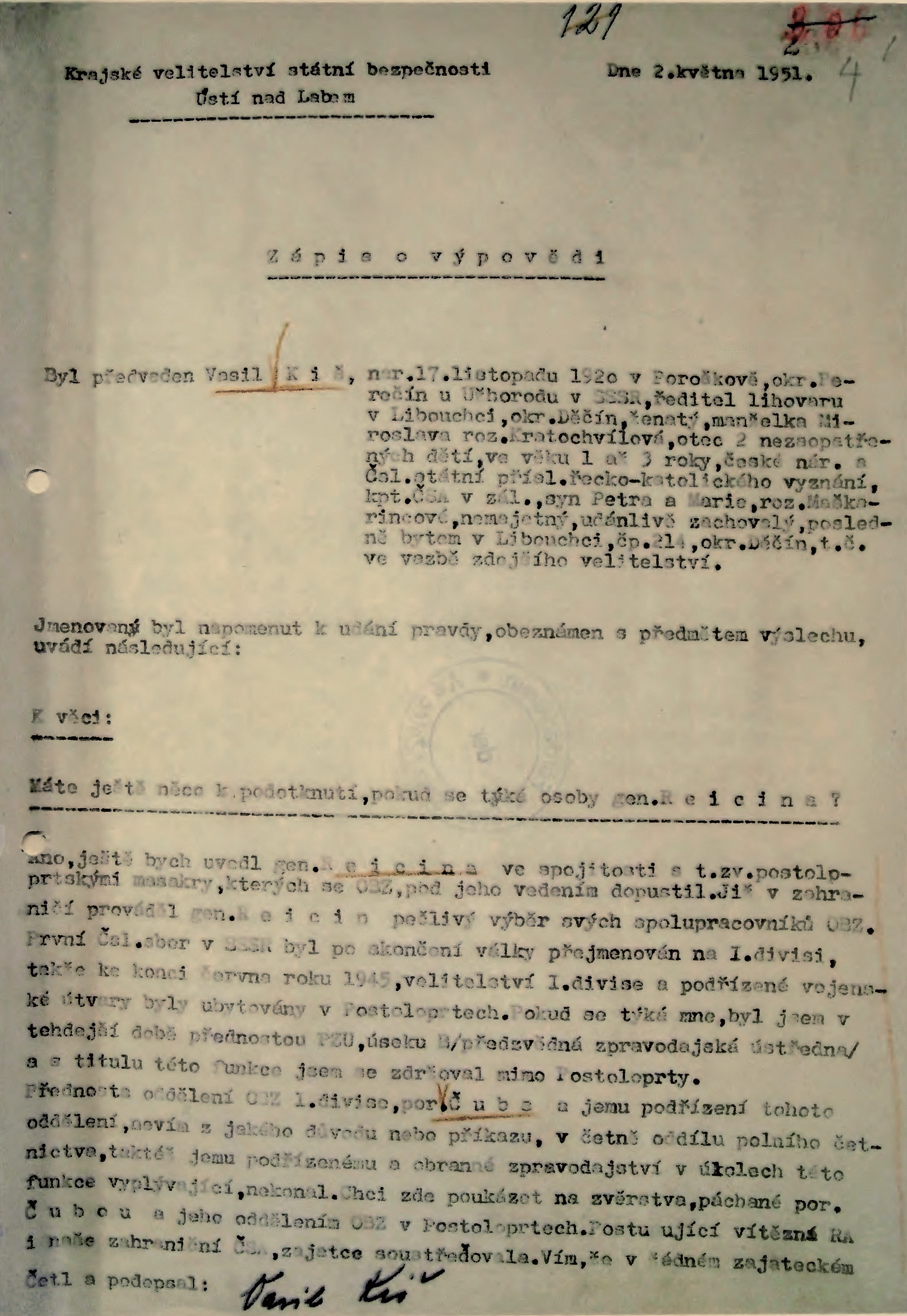
První strana výpovědi kapitána Vasila Kiše ve vyšetřování proti přednostovi OBZ Bedřichu Reicinovi ze dne 2. května 1951

Po skončení druhé světové války zastával Vasil Kiš funkci náčelníka zpravodajského oddělení 1. divize. Později byl k dispozici ministerstvu informací jako odborný vojenský poradce působící při natáčení vojenských filmů. Jeho žádost o přijetí a studium na vševojskové akademii Michaila Vasiljeviče Frunzeho v Moskvě, kterou podal v červenci roku 1945 nebyla kladně vyřízena. Rok poté (1946) odešel Vasil Kiš z armády a pracoval jako technický úředník v lihovaru v Mostě. V témže roce (1946) byl jmenován národním správcem firmy Max Cidli na výrobu lihovin a velkoobchod vínem. Poté, co byla firma znárodněna se Vasil Kiš stal vedoucím Severočeských lihovarů a drožďáren – závod Libouchec.

### Vasil Kiš v procesu s generálem Heliodorem Píkou
Po skončení druhé světové války byl Heliodor Píka povýšen do hodnosti divizního generála (4. srpna 1945, s pořadím k 1. květnu 1944) a jmenován náměstkem náčelníka generálního štábu Československé armády. Po únorovém převratu následovalo několik po sobě rychle jsoucích událostí:
- Dne 1. března 1948 byl odeslán na zdravotní dovolenou;
- dne 5. května 1948 byl zatčen ve vojenské nemocnici;
- dne 1. června 1948 byl přeložen do výslužby.

Následně byl generál Heliodor Píka nepravdivě obviněn ze špionáže ve prospěch Velké Británie a další vlastizrádné a velezrádné činnosti. Dne 29. ledna roku 1949 pak byl ve vykonstruovaném soudním procesu odsouzen k trestu smrti oběšením. Ten byl vykonán dne 21. června 1949 na dvoře plzeňské věznice Bory.
V roce 1968 byl s pomocí prezidenta Ludvíka Svobody proces s generálem Heliodorem Píkou obnoven. Vojenský soud v Příbrami konstatoval jeho nevinu a zrušil odsuzující rozsudek. (K plné rehabilitaci generála Heliodora Píky však došlo až po roce 1989.)
Při tomto rehabilitačním procesu byl mezi předvolanými svědky i důstojník československého armádního sboru v Sovětském svazu Vasil Kiš. Vasil Kiš vypověděl, že v létě roku 1948 jej zavolal Bedřich Reicin (šéf V. oddělení Hlavního štábu – přednosta obranného zpravodajství (OBZ) ministerstva obrany Ludvíka Svobody) a požadoval na něm, aby usvědčil generála Heliodora Píku. Toto svoje přání Reicin zdůvodňoval tím, že „je zájem (ze strany sovědských poradců) na tom, aby byl generál Heliodor Píka fyzicky zlikvidován.“ Reicin naváděl Kiše k tomu, aby před soudem uvedl, že za potíže, které měla Kišova výsadková skupina v Protektorátu, mohl generál Heliodor Píka, jenž od něj požadoval vyzrazení jeho tajného poslání, které dostal od sovětských velitelů, poté o tomto poslání informoval Londýn, odkud se informace dostaly k nacistům. Podle Vasila Kiše ale opak byl pravdou. Kiš odmítl proti generálu Heliodoru Píkovi křivě svědčit a skončil proto později ve vězení.

### Postoloprtský masakr
V Postoloprtech byli po druhé světové válce na přelomu května a června roku 1945 soustředěny stovky zajatých vojáků wehrmachtu, ale i sudetských Němců určených k odsunu. Hlídala je armáda, takzvané Revoluční gardy i jednotky obranného zpravodajství. Ve vypjaté poválečné atmosféře si začali strážci vyřizovat s Němci své účty. Ať již mučením či znásilňováním. Vše vyústilo v masakr 763 Němců, o němž se na příkaz premiéra Klementa Gottwalda mlčelo. V roce 1947 se postoloprtským masakrem začala zabývat vyšetřovací komise Ústavodárného národního shromáždění vedená lidoveckým poslancem bezpečnostního výboru JUDr. Bohumírem Bunžou. Po nástupu komunistického režimu bylo jakékoliv další vyšetřování zastaveno a z postoloprtského masakru se stalo tabu.
V roce 1950 byl ministrem národní obrany jmenován JUDr. Alexej Čepička. S jeho příchodem na Ministerstvo obrany došlo k mocenskému boji mezi ním a Bedřichem Reicinem, který si zde během předchozích let vybudoval osobní moc a vliv. Nový ministr národní obrany využil řady stížností z okruhu armádních důstojníků na prostředky, kterými si obranné zpravodajství (OBZ) pod jeho vedením vynucovalo přiznání vyšetřovaných (fyzické a psychické mučení) a falšování a výrobu důkazů. Bedřich Reicin byl dne 8. února 1951 zatčen, uvězněn, vyslýchán, obviněn jako jeden ze spolupachatelů tzv. protistátního spikleneckého centra, odsouzen k trestu smrti a nakonec dne 3. prosince 1952 brzo ráno v Praze popraven.
V rámci sbírání důkazního materiálu proti Bedřichu Reicinovi byl na Krajské velitelství státní bezpečnosti v Ústí nad Labem dne 2. května 1951 předveden k výpovědi na téma „vyšetřování proti přednostovi OBZ Bedřichu Reicinovi“ i kapitán Vasil Kiš (tou dobou již osm měsíců vězněný). Vasil Kiš ve své třístránkové výpovědi (na prvním listě) zmiňoval úlohu generála Bedřicha Reicina v souvislosti s postoloprtskými masakry, kterých se OBZ, pod Reicinovým vedením dopustil.
V úvodu výpovědi Vasil Kiš uvedl, že v květnu a červnu 1945 byl přednostou PZU, úseku B (PZU = předzvědná zpravodajská ústředna) a z titulu této funkce se zdržoval mimo Postoloprty. Následně Kiš ve své výpovědi uvedl, že (text uvedený v uvozovkách je doslovná citace z Kišova výpovědního protokolu):
- Přednosta oddělení OBZ 1. divize, poručík Jan Čubka a jemu podřízení (např. rotmistr Tarčan, štábní kapitán Šlovák – bývalým jménem Šteiner)[5] tohoto oddělení OBZ nevykonávali úkoly jim svěřené (neshromažďovali roztroušený vojenský materiál v hříškovských lesích; neobsadili bývalé německé vojenské sklady plné užitečného vojenského materiálu – nezabránili jeho rozkrádání a zničení) nýbrž páchali v Postoloprtech zvěrstva.[5]
- „Dva měsíce po úplné kapitulaci zbytku hitlerovské armády v Postoloprtech, poručík Čubka se svými spolupracovníky a za vědomí generála Reicina, prováděli hromadné vraždění německých zajatců v Postoloprtech. Po skoncování to jest po vyvraždění všech německých zajatců začali střílet i civilní obyvatelstvo.“[5]
- „Nebylo noci, aby nebylo slyšet střílení v polích, kde si ti lidé ještě před svou smrtí museli vykopat hroby.“[11][5]
- „Zprávy o těchto popravách se mezi civilním obyvatelstvem rozšířily tak, že obyvatelé v prostoru Postoloprt se obávali o svůj život. Toto počínání OBZ, pod vedení generála Reicina nepřineslo českému národu dobré jméno za hranicemi státu.“[5]
- „Generál Reicin, přestože o tomto dostával pravidelné hlášení, těmto nelidským činům nezabránil.“[5]
- „Přestože jsem nebyl přímým účastníkem prováděných poprav, je mě známo, že bylo popraveno více než 10 000 lidí. Popravy byly prováděny většinou v noci a to příslušníky OBZ v čele s poručíkem Čubkou a to z kulometu a ostatních samopalných zbraní.“[5]
- „Zda byl hromadným popravám zajatců i civilního obyvatelstva v Postoloprtech osobně přítomen generál Reicin, není mně známo, ačkoliv to nevylučuji. Generál Reicin věděl o prováděných hromadných popravách, protože o těchto dostával denní hlášení a proto je odpovědný za to, že kapitalistické státy využily hromadného masakru v Postoloprtech, ke štvaní proti lidově demokratickému zřízení u nás a prohlašovaly, že komunisté se dopouští hromadného vraždění pokojného obyvatelstva.“[5]
- Četl a podepsal: [vlastnoručně] Vasil Kiš.[5]

Postoloprtský případ byl znovu otevřen po sametové revoluci v roce 1989. Policie případ vyšetřovala celkem třikrát. Nejprve konstatovala, že k masakru skutečně došlo, nebyla však schopna označit jeho viníky. K tomu došlo teprve po vyšetřování vedeném v letech 2006 až 2009. Policie tehdy vyslechla na 37 svědků včetně osob žijících v Německu.

### Ve spárech StB
Dne 1. září 1950 byl Vasil Kiš zatčen Státní bezpečností (StB). Byl obviněn z protistátní činnosti a z přeceňování zásluh odbojové činnosti “Partyzánského pluku Ludvíka Svobody“. Ve vykonstruovaném procesu byl odsouzen a následně uvězněn v Ústí nad Labem. Na základě amnestie prezidenta republiky Antonína Zápotockého byl z vězení propuštěn 4. května 1953.

### Padesátá léta dvacátého století
Vasil Kiš si svoji obživu našel na dole Vrbenský národní podnik Souš u Mostu, kde poté pracoval jako horník. Do svého oboru se vrátil začátkem června roku 1954, kdy se dostal do funkce vedoucího výrobního střediska národního podniku Fruta v Žatci. Zhruba o rok později (v říjnu 1955) se stal vedoucím hotelu De Saxe v Teplicích. O tři roky později (1958) byl přeřazen do funkce inspektora kontrolně-revizního oddělení národního podniku Restaurace a jídelny v Teplicích.

### Šedesátá a sedmdesátá léta dvacátého století
V letech 1961 až 1976 zastával Vasil Kiš různé referentské funkce v Keramických závodech Teplice II. Pracovní kariéru ukončil v roce 1976, kdy odešel do starobního důchodu.

### Po Sametové revoluci
V plném rozsahu byl Vasil Kiš rehabilitován až po Sametové revoluci a to dne 10. června 1992. Posmrtně (in memoriam) byl povýšen z hodnosti kapitána do hodnosti plukovníka.

### Vojenská vyznamenání
- Československý válečný kříž (1945)[1]
- Československý válečný kříž (1946)[1]
- Československá vojenská medaile Za chrabrost před nepřítelem[1]
- Československá vojenská medaile Za zásluhy 1. stupně[1]
- Medaile za vítězství nad Německem ve Velké vlastenecké válce 1941–1945[1]
- Orden zaslug Za narod II. reda (1946)[1]
- Řád rudé hvězdy (1969)[1]